# Russalpia albertisi
Russalpia albertisi är en insektsart som först beskrevs av Bolívar, I. 1898.  Russalpia albertisi ingår i släktet Russalpia och familjen gräshoppor. Inga underarter finns listade i Catalogue of Life.